# Jean-Louis Destouches
Jean-Louis Destouches (* 9. Dezember 1909 in Paris; † 28. Oktober 1980 ebenda) war ein französischer Physiker und Wissenschaftsphilosoph.
Destouches studierte ab 1929 an der Sorbonne Physik mit dem Lizenziat 1930 und der Promotion 1933 bei Louis de Broglie. Zu seinen akademischen Lehrern gehörten Maurice Fréchet, Émile Borel, Marie Curie, Irène Joliot-Curie, Frédéric Joliot-Curie, Jean Perrin. Die Dissertation war über zweite Quantisierung. Sie entstand im Rahmen eines von Destouches angeregten Seminars von de Broglie für fortgeschrittene Studenten. De Broglie hatte sich damals wenn auch widerstrebend der Kopenhagener Deutung  der Quantentheorie angeschlossen (und seine Pilotwellen-Theorie und seine Theorie der Doppellösung aufgegeben), die auch Destouches beeindruckte. Ab 1936 forschte er für das CNRS und 1937 hielt er den Cours Peccot am Collège de France. 1938 promovierte er ein zweites Mal (doctorat ès lettres) mit einer Dissertation über die allgemeine Form und Einheit physikalischer Theorien. Ab 1941 lehrte er theoretische Physik und 1942 bis 1948 Logik und Wissenschaftsphilosophie an der Sorbonne. 1945 wurde er Maître de conférence und 1950 Professor.
In seiner Wissenschaftstheorie vertrat er einen dreistufigen Aufbau physikalischer Theorien (Induktive Synthese, Formulierung von Axiomen, deduktive Ausarbeitung). Dabei baute er auf Arbeiten von Gaston Bachelard, Ferdinand Gonseth und Édouard Le Roy auf.
Als Louis de Broglie 1951 seine 1927 aufgegebene Pilotwellentheorie wieder aufleben ließ – wobei Theorien verborgener Variabler damals auch von David Bohm (1952) aufgestellt wurden – folgte ihm Destouches nicht. Ein Argument war die (später als unzureichend erkannte) mathematische Widerlegung der Theorie verborgener Variabler durch John von Neumann (1932), ein gewichtiges Gegenargument die Destouches in einem Aufsatz 1951 anführte war aber auch in Vorwegnahme der Ideen des Kochen-Specker-Theorems (1967), dass diese Theorien verborgener Variablen kontextuell sein müssen, und außerdem kritisierte er die Unzugänglichkeit der verborgenen Variablen für das Experiment. Destouches blieb aber in Kontakt mit seinem Lehrer de Broglie und bemühte sich, die Konsistenz der Theorie von de Broglie im Rahmen seiner Theorie physikalischer Systeme zu zeigen. Außerdem entwickelte er selbst eine funktionale Theorie von Korpuskelsystemen (mit Florence Aeschlimann 1959), die zwar ähnlich der de Broglieschen Theorie aufgebaut war, deren Korpuskel-Konzept aber phänomenalistisch (funktional) und nicht realistisch und substanziell wie bei de Broglie war. Ende der 1970er Jahre schlug er aufgrund seiner funktionalen Theorie der Korpuskeln eine Lösung des Einstein-Rosen-Podolsky-Paradoxons vor.
Die Quantenmechanik (Gegensatzpaar Welle-Korpuskel) war auch ein wesentliches Beispiel für die von ihm entwickelte Wissenschaftstheorie der Physik, insbesondere die Vereinigung physikalischer Theorien für jeweils eingeschränkte Geltungsbereiche.
Er war Mitglied der Académie Internationale de Philosophie des Sciences.
Destouches war mit der Physikerin und Philosophin Paulette Destouches-Février (1914–2013, geborene Février) verheiratet, mit der er auch veröffentlichte (so 1946 über die physikalischen Grundlagen der Wellenmechanik).
Unter seinen zahlreichen Schriften sind auch die Que-sais-je Bände über Mechanik von Festkörpern (1956), mathematische Physik (1964, 1967) und Wellenmechanik (1981).

## Schriften
- Physique moderne et philosophie, Hermann 1939
- Corpuscules et Systèmes de Corpuscules, Gauthier-Villars 1941
- Principes fondamentaux de physique théorique, 3 Bände, Hermann 1942
- Cours de logique et méthodologie des sciences, Faculté des lettres de Paris 1943
- mit Florence Aeschlimann: Les systèmes de corpuscules en théorie fonctionnelle, Hermann 1959